# Sacco i Vanzetti
 Nicola Sacco (22. travnja 1891. – 23. kolovoza 1927.) i Bartolomeo Vanzetti (11. lipnja 1888. – 23. kolovoza 1927.) bili su dvojica radikalnih talijanskih anarhista koji su osuđeni za ubojstvo dvoje ljudi prilikom oružane pljačke tvornice cipela u američkom gradu South Braintree 1920. godine. Njihovo suđenje i višegodišnji žalbeni postupak, prilikom koga su tvrdili da su nedužne žrtve političkog progona, izazvalo je veliku pažnju u američkoj i međunarodnoj javnosti, postavši cause celebre i jedan od najkontroverznijih kriminalističkih slučajeva u povijesti SAD-a. Nakon njihovog pogubljenja na električnoj stolici 1927. godine, stekli su status mučenika među američkom i svjetskom ljevicom. Njihov slučaj dan-danas izaziva rasprave među povjesničarima oko toga da li su obojica ili barem jedan od njih bili uistinu odgovorni za zločin zbog koga su pogubljeni.

## Vanjske poveznice
- slučaj Sacco-Vanzetti  u knjižnici Kate Sharpley. Pristupljeno 11. veljače 2014.
- Dokumentarni film o slučaju Sacco i Vanzetti  Arhivirana inačica izvorne stranice od 28. rujna 2007. (Wayback Machine). Pristupljeno 11. veljače 2014.
- The Sacco-Vanzetti Case: An Account  Arhivirana inačica izvorne stranice od 20. veljače 2007. (Wayback Machine), "Famous American Trials." - Professor Douglas O. Linder, UMKC School of Law. Pristupljeno 11. veljače 2014.
- Carol Vanderveer, "American Writers and the Sacco-Vanzetti Case," 2001.  Arhivirana inačica izvorne stranice od 10. prosinca 2013. (Wayback Machine) Pristupljeno 11. veljače 2014.
- The Sacco and Vanzetti Commemoration Society. Pristupljeno 11. veljače 2014.